# キング・ソロモン (アクション監督)
キング・ソロモン（King Solomon）は、インドのテルグ語映画で活動するアクション監督、アクション振付師、スタントマン。代表作には『マッキー』『バーフバリシリーズ』『RRR』『カルキ 2898-AD』があり、『バーフバリ 王の凱旋』『RRR』で国家映画賞 アクション監督賞を受賞している。

## キャリア
チラーラに暮らすテルグ人キリスト教徒家庭の出身で、成長後は映画界で活動するためにハイデラバードに移住した。スタントマンやスタント助手として複数の映画に出演した後、2011年にV・ヴィジャエーンドラ・プラサードの『Rajanna』でクライマックスシーンのアクションを手掛けたことで注目を集め、2012年にV・ヴィジャエーンドラ・プラサードの息子S・S・ラージャマウリが製作した『マッキー』でアクション監督デビューを果たした。同作への参加をきっかけに、ラージャマウリ監督作品の常連スタッフとして起用されるようになった。

## フィルモグラフィー
- Rajanna（2011年）
- マッキー（2012年）
- Asura（2015年）
- バーフバリ 伝説誕生（2015年）
- ルドラマデーヴィ 宿命の女王（2015年）
- Columbus（2015年）
- Nenorakam（2017年）
- バーフバリ 王の凱旋（2017年）
- Yuddham Sharanam（2017年）
- Kurukshetra（2019年）
- Crime Factory（2021年）
- RRR（2022年）
- Shaakuntalam（2023年）
- カルキ 2898-AD（2024年）
- デーヴァラ（2024年）

## 受賞歴
| 年                       | 部門                                 | 作品                           | 結果       | 出典       |
| 国家映画賞               | 国家映画賞                           | 国家映画賞                     | 国家映画賞 | 国家映画賞 |
| ------------------------ | ------------------------------------ | ------------------------------ | ---------- | ---------- |
| 2018年                   | アクション監督賞                     | 『バーフバリ 王の凱旋』        | 受賞       | [ 5 ]      |
| 2023年                   | アクション監督賞                     | 『RRR』                        | 受賞       | [ 6 ]      |
| ヴァルチャー・スタント賞 |                                      |                                |            |            |
| 2023年                   | アクション映画スタント賞             | 『RRR』 橋の上のシーン         | ノミネート | [ 7 ]      |
| 2023年                   | ファイト賞                           | 『RRR』 ラーマの初登場シーン   | ノミネート | [ 7 ]      |
| 2023年                   | シュートアウト賞                     | 『RRR』 肩車のアクションシーン | ノミネート | [ 7 ]      |
| 2023年                   | プラクティカル・エクスプロージョン賞 | 『RRR』 橋の上の列車爆発シーン | ノミネート | [ 7 ]      |
| 2023年                   | スタント部門総合功労賞               | 『RRR』                        | ノミネート | [ 7 ]      |